# David Looker
David Looker (Londra, 26 febbraio 1913 – 13 gennaio 1995) è stato un bobbista britannico.

## Biografia
Ai campionati mondiali per l'Inghilterra vinse 2 medaglie d'oro:
- 1937, oro nel bob a quattro con Charles Patrick Green, Frederick McEvoy e Byran Black, superando le nazionale della Germania e degli Stati Uniti d'America
- 1938, oro nel bob a quattro con Charles Patrick Green, Frederick McEvoy e Chris MacKintosh, superando le due nazionali tedesche.